# Synagoge (Kővágóörs)

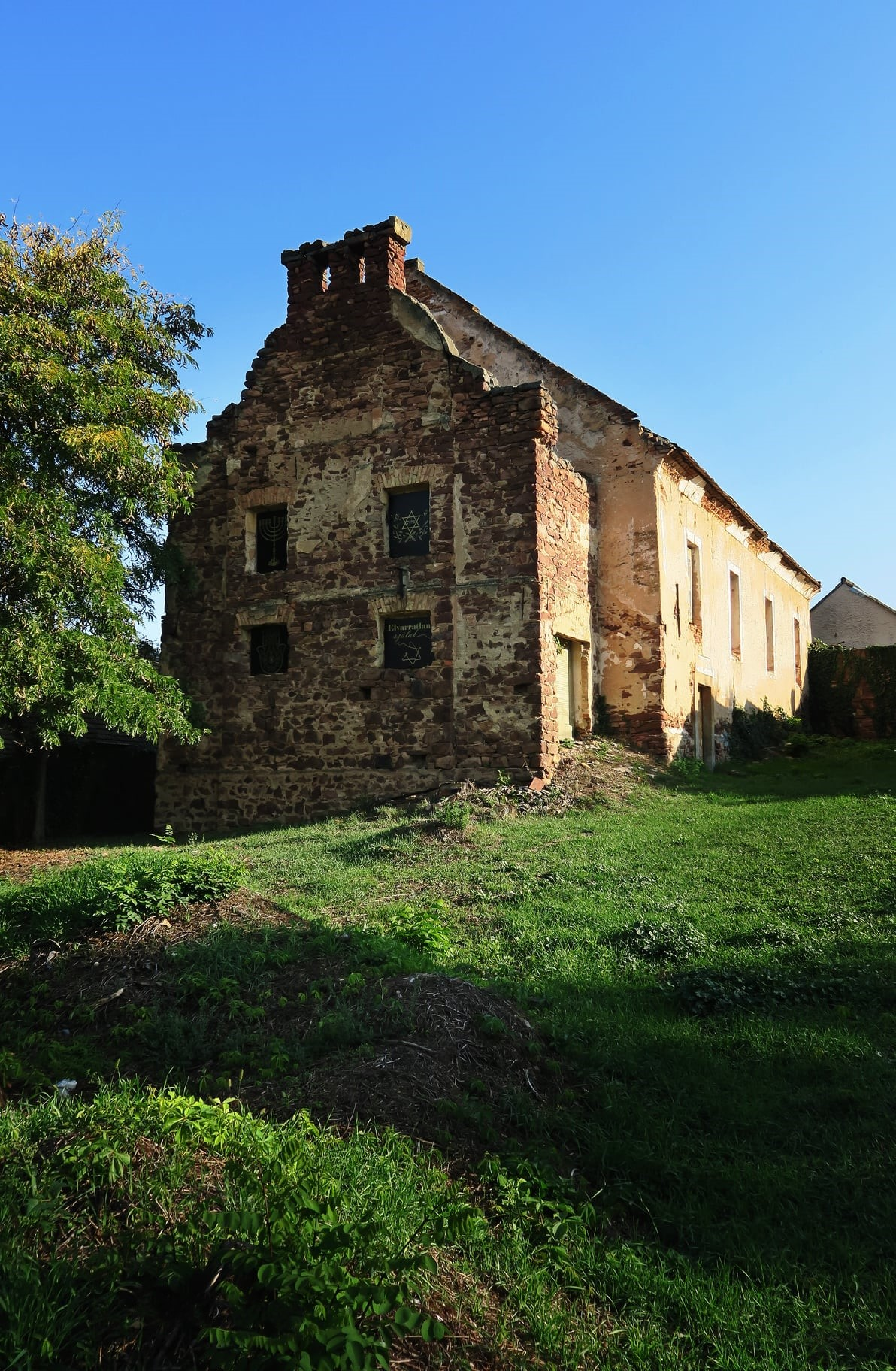
Kővágóörsi Synagoge (2021)

Die Synagoge in Kővágóörs, einem kleinen Ort 5 km nördlich des Balaton im Komitat Veszprém in Ungarn, wurde zu Beginn des 19. Jahrhunderts von der orthodoxen jüdischen Gemeinde gebaut. Nach jahrelangem Verfall wird sie seit 2020 renoviert. Sie ist eine der wenigen noch erhaltenen Dorfsynagogen in Ungarn.

## Geschichte
Die Synagoge wurde 1820 erbaut. Gegen Ende des 19. Jahrhunderts fanden Umbauarbeiten statt.
Im Holocaust wurden die meisten Juden von Kővágóörs ermordet, so dass es nach dem Zweiten Weltkrieg keine jüdische Gemeinde mehr im Ort gab.
Das Gebäude wurde viele Jahre als Lagerhaus für verschiedene Zwecke verwendet, bevor es danach leer stand und verfiel. Auch, dass es 1985 zu einem Nationalen Monument erhoben wurde, änderte nichts an dem Zustand.
2020 kauften vier Männer mit jüdischen Wurzeln das Gebäude, um es zu erhalten und zu renovieren. Nach ersten Stabilisierungsarbeiten fanden im August 2022 dort bereits zwei Konzerte statt.
An der Gartenmauer des Synagogengeländes wurden große Informationstafeln mit Bildern und Beschreibungen bekannter jüdischer Dorfbewohner angebracht,

## Architektur
Das langgestreckte Gebäude aus groben Feldsteinen ist von einem Giebeldach bedeckt. Es hat im Norden und Süden hoch angebrachte, rechteckige Fenster. Im Westen befindet sich ein unverputzter Vorbau, dessen Dach nicht mehr vorhanden ist.
Innen ist der Gebetsraum der Männer, an dessen Westseite sich auf zwei Säulen die hölzerne Frauenempore befindet. Diese wurde vermutlich bei den Umbauten Ende des 19. Jahrhunderts errichtet.
Ursprünglich ging die Bima in Form einer Stützbima in das Deckengewölbe über. Diese wurde ebenfalls bei den Umbauten abgerissen und eine ebene Decke eingezogen.
An den Wänden und der Decke sind noch Gemäldereste erkennbar.